# 모용수

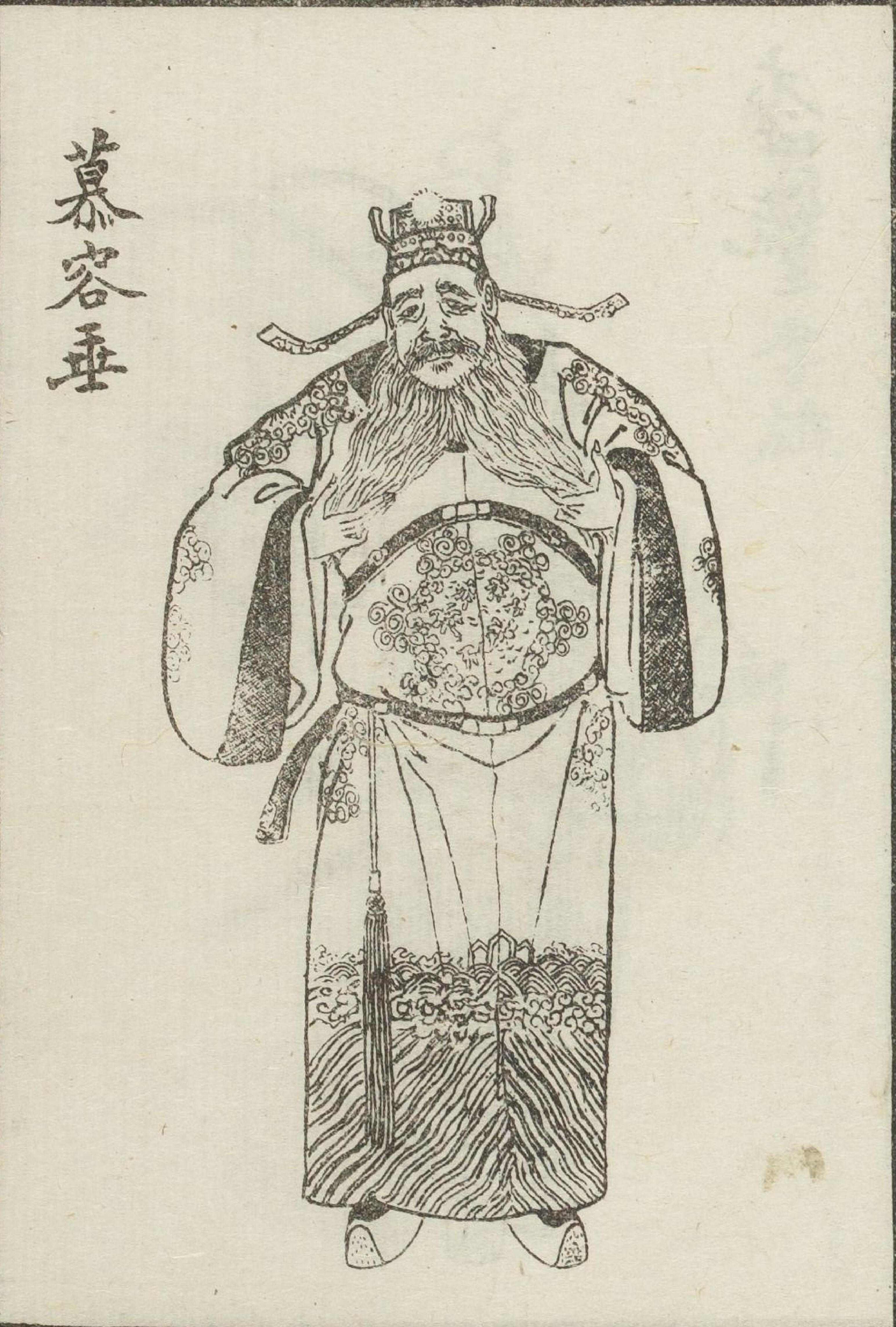
모용수

연 세조 성무황제 모용 수(燕 世祖 成武皇帝 慕容垂, 326년 ~ 396년, 재위: 384년 ~ 396년)는 중국 오호 십육국 시대 후연의 초대 황제로, 원래 이름은 모용 패(慕容霸), 자는 도업(道業), 후에 도명(道明) 또는 숙인(叔仁)이며, 창려군 극성현(棘城縣) 사람이다. 아명 및 선비명은 아륙돈(阿六敦, Altun)이다. 전연의 초대 황제 모용황(문명제)의 다섯째 아들로, 모용준·모용각의 동생이자 모용덕 등의 형이다.
전연의 황족으로서 어린 시절부터 각지의 정벌에 종군하여 동진의 환온을 격퇴하는 등의 활약을 보였다. 단, 군사적 능력은 평범하였기 때문에 중국사에서 논란의 여지가 있었던 인물이었다. 그러나 숙부인 섭정 모용평에게 질투받고 목숨을 위협받아 전연을 탈출하여 전진으로 망명해야 했다. 이후 전진의 황제 부견의 신뢰를 받았다. 그러나 383년에 부견이 비수대전에서 패하자, 부견을 배반하고 자립하여 전연을 부흥시키고 후연을 세웠다. 이는 모용수를 반역자로 평판이 나게 하였다. 395년, 태자 모용보가 참합피 전투에서 대패하자 직접 반격에 나섰으나, 회군 중에 병사하였다. 그가 죽은 직후에 북위의 개국황제 탁발규(도무제)의 손에 의해 후연이 대패를 당했다는 점에서 그의 명성은 훼손되었고, 모용수가 나라의 건전한 기반을 구축하지 않고 잘못된 후계자를 선정한 것으로 인하여 패배에 기여했다는 통념을 야기하였다.

## 생애

### 즉위 이전
전연(前燕) 모용황(慕容皝)의 셋째 아들로 모친은 단씨(段氏)이며 원래 이름은 모용패(慕容覇)이다. 326년에 태어나 어릴 때부터 총명하여 모용황의 총애를 받았다. 모용황은 모용패를 태자로 삼으려 하였으나 신하들의 반대로 그만두었다. 그러나 태자 모용준(慕容俊)보다 모용패를 더 총애하였고, 이로 인해 모용준은 모용패를 시기하였다. 모용준이 즉위한 이후 모용패는 견제를 받아 지방으로 좌천되기도 하고 많은 제한을 받았다. 모용패는 낙마하여 앞니가 부러지게 되자 이를 핑계로 이름을 수(垂)로 바꾸기도 하였다. 모용수의 부인은 단씨(段氏)였는데, 모용준의 황후인 가족혼씨(可足渾氏)와 불화가 있어 누명을 쓰고 죽었다. 황후는 동생을 모용수의 부인으로 삼았으나 사이가 좋지 않아 모용수를 더욱 미워하였다.
360년, 모용준이 죽자 모용위(慕容暐)가 11세의 어린 나이로 뒤를 이었으며, 모용수의 형 모용각(慕容恪)이 정권을 잡았다. 모용수는 모용각에게 협력하여 많은 전공을 세웠다. 모용각이 367년에 죽자 모용수는 권력자 모용평(慕容評)의 시기를 받아 다시 견제를 받게 되었다. 369년, 동진(東晉)의 환온(桓溫)이 북벌군을 일으켜 전연으로 쳐들어오자, 모용수는 북벌군을 물리치는 1등 공신이 되었다. 이에 모용수의 세력을 두려워한 모용평과 태후 가족혼씨는 모용수의 암살을 모의하였으며, 이 소식을 들은 모용수는 전연을 탈출하여 전진(前秦)으로 망명하였다.
370년에 전연이 멸망하자 모용수는 전연의 귀족들을 회유하는 한편 전진의 장수로 각지에서 전공을 세웠다. 383년에 부견(苻堅)이 비수대전(淝水大戰)을 일으키자 모용수는 군단을 이끌고 형주(荊州) 지역에서 작전을 벌였다. 부견이 비수에서 패전하자 대부분의 군대가 와해되었으나 모용수의 부대만 온전히 퇴각에 성공하였다. 부견은 모용수의 보호를 받으며 퇴각하였다. 모용수는 부견이 몰락한 것을 깨닫고 독립할 것을 꾀하였는데, 부견을 설득하여 업(鄴)에서 북방을 방어하도록 허락받아 부견의 곁을 떠났다.
업에는 부견의 아들 부비(苻丕)가 주둔하고 있었는데, 모용수는 모반을 계획하였다. 이때 정령(丁零)족 적빈(翟斌)이 낙양 근방에서 모반을 일으켰고, 모용수는 토벌을 명받아 업에서 출진하였다. 모용수는 감시역으로 파견된 부비룡(苻飛龍)을 살해하고 군대를 모으는 한편 적빈의 군대까지 흡수하여 강력한 세력을 키웠다.

### 치세
384년 1월 모용수는 연왕(燕王)에 즉위하여 후연을 건국하였다. 이후 전진의 부비가 지키는 업을 포위하고 1년 동안 전쟁을 벌였는데, 부비의 수비가 견고하여 끝내 함락시키지 못하였다. 385년 8월에 부비가 업에서 빠져나가자 업을 점령하였고 황하 이북 일대를 대부분 점령하였다. 386년 1월에는 황제에 즉위, 수도를 중산(中山;지금의 하북성 정주)에 정하고 내정을 정비하였다. 392년에는 정령족 적교(翟釗)의 적위(翟魏)를 멸망시켰고, 394년에는 서연(西燕)을 멸망시켜 화북 일대를 평정하였다. 동진과는 주로 산동 지방에서 충돌하였는데, 394년 이후 동진을 축출하고 산동반도 대부분을 장악하였다.
한편 탁발부의 내전에 개입한 모용수는 탁발규를 지원하여 탁발규가 북방을 통일하는데 도움을 주었다. 탁발규의 북위가 성장하자 위협을 느낀 모용수는 395년에 태자 모용보(慕容寶)를 보내 북위를 공격하였다. 그러나 참합피(參合陂)에서 탁발규에게 대패하여 군대가 학살되었고, 이에 모용수는 396년에 직접 대군을 이끌고 다시 북위를 정벌하였다. 평성(平城)을 점령하고 북위에 큰 타격을 입히는데 성공한 모용수는 전해에 참합피에서 학살당한 군대의 해골을 보고 충격을 받아 병을 얻었다. 이로 인해 북위 정벌을 마무리짓지 못하고 돌아오던 도중 진중에서 병사하였다.

## 가계
- 아버지 : 문명제 모용황
- 어머니 : 난(蘭)숙의
  - 본인 : 모용패 → 모용수
  - 정실 : 선(先)오왕비 → 성소황후(사후 추증) 단씨(? ~ 358년) - 단말배의 딸로 모용수의 첫 왕비이다. 358년 가족혼황후의 지시로 누명을 쓰고 고문당하다가 옥사하였다.
    - 1남 : 오왕세자 → 헌장태자(사후 추증) 모용령(慕容令, ? ~ 370년) - 모용전(慕容全)이라고도 한다. 처음으로 세워진 세자로, 원래는 아버지를 따라 전진으로 들어가 전연 정벌에 참여하였다. 그러나 왕맹의 계략에 걸려 핍박을 당해 도로 전연으로 도망쳐 돌아왔다가, 의심을 받아 370년에 반란을 일으켰으나, 전투 중에 피살되었다.
    - 4남 : 태자(384년 책봉) → 혜민제 모용보

  - 정실 : 장안군(長安君) → 오왕비 가족혼(可足渾)씨(생몰년 미상) - 모용준의 가족혼황후의 누이로, 358년 결혼하였으나, 369년 버림받으면서 사실상 이혼하였다.
  - 정실 : 후(後)오왕비 단씨(생몰년 미상) - 단전왕비의 누이로, 358년 결혼하여 오왕비가 되었으나, 같은해 강제로 폄작되었다. 그러다가 369년 다시 정실이 되었다.
  - 정실 : 원비(元妃) → 성애황후(사후 추증) 단씨(? ~ 396년) - 전연의 좌광록대부 단의(段儀)의 딸로, 상술한 전·후 두 단왕비 자매의 조카이다. 388년 원비(元妃)에 봉해졌으나, 396년 의붓아들 모용보의 명으로 자결하였다.
    - 아들 : 발해왕 모용랑(慕容朗, ? ~ 397년) - 393년 발해왕에 봉해졌으나, 397년 반란을 일으킨 장군 장상(長上) 단속골에게 죽임을 당했다.
    - 아들 : 박릉왕 모용감(慕容鑒, ? ~ 397년) - 393년 박릉왕에 봉해졌으나, 397년 반란을 일으킨 장군 장상(長上) 단속골에게 죽임을 당했다.

  - 측실 : 귀빈 단씨
    - 아들 : 하간왕(393년 책봉) → 소문제 모용희

  - 측실 : 모(某)씨 - 모용수의 애첩. 성명 미상
    - 3남 : 요서환열왕 모용농(慕容農, ? ~ 398년) - 386년 요서왕에 봉해졌고, 관직이 대사마에까지 이르렀으나, 398년 사병들이 일으킨 반란으로 죽임을 당했다.

  - 측실 : 모(某)씨 - 모용수의 애첩. 성명 미상
    - 아들 : 고양강왕 모용륭(慕容隆, ? ~ 397년) - 386년 고양왕에 봉해졌고, 관직이 유주목에까지 이르렀다. 조카 모용회가 공적(功績)을 믿고 자만하자 여러 번 그를 훈계하였으나, 도리어 모용회에게 397년 암살당했다.

  - 측실 : 모(某)씨 - 모용수의 애첩. 성명 미상
    - 2남(?) : 조왕 모용린(慕容麟, ? ~ 398년) - 처음에는 모용수의 사랑을 받지 못하였으나, 후연을 세울 때에 여러 차례 계책들과 제안들을 올려 모용수로 하여금 면모를 일신시켰다. 384년 조왕에 봉해졌으며, 그 후 398년에 모반을 일으켜 모용덕에게 주살되었다.

  - 측실 : 모(某)씨 - 모용수의 애첩. 성명 미상
    - 아들 : 양평효왕 모용유(慕容柔, ? ~ 393년) - 387년 양평왕에 봉해졌고, 393년 정월에 죽었다.

  - 생모 불명의 자녀
    - 아들 : 모용마노(慕容馬奴, ? ~ 369년) - 369년 주살되었다.
    - 아들 : 노양왕 모용왜노(慕容倭奴, ? ~ 395년) - 395년 참합피 전투에서 북위군에 사로잡혀 죽임을 당했다.

## 모용수가 등장한 작품
- 《근초고왕》(KBS, 2010년~2011년, 배우:정재곤)
- 《광개토왕》(KBS, 2011년~2012년, 배우:김동현)

## 참고 문헌
- 《진서(晉書)》
- 《자치통감(資治通鑑)》
- 이성제 (2024). “『십육국춘추집보(十六國春秋輯補)』 「후연록(後燕錄)」 역주(譯註) Ⅰ ―「후연록(後燕錄)」 1(一) 모용수(慕容垂) 1―”. 《중국고중세사연구》 (중국고중세사학회) (72): 229-257. 2024년 11월 29일에 확인함.

| 전임 (14년 전) (전연) 조카 유제 모용위 | 제1대 후연의 황제 384년 ~ 396년 | 후임 4남 혜민제 모용보 |